# Виконт Клифден

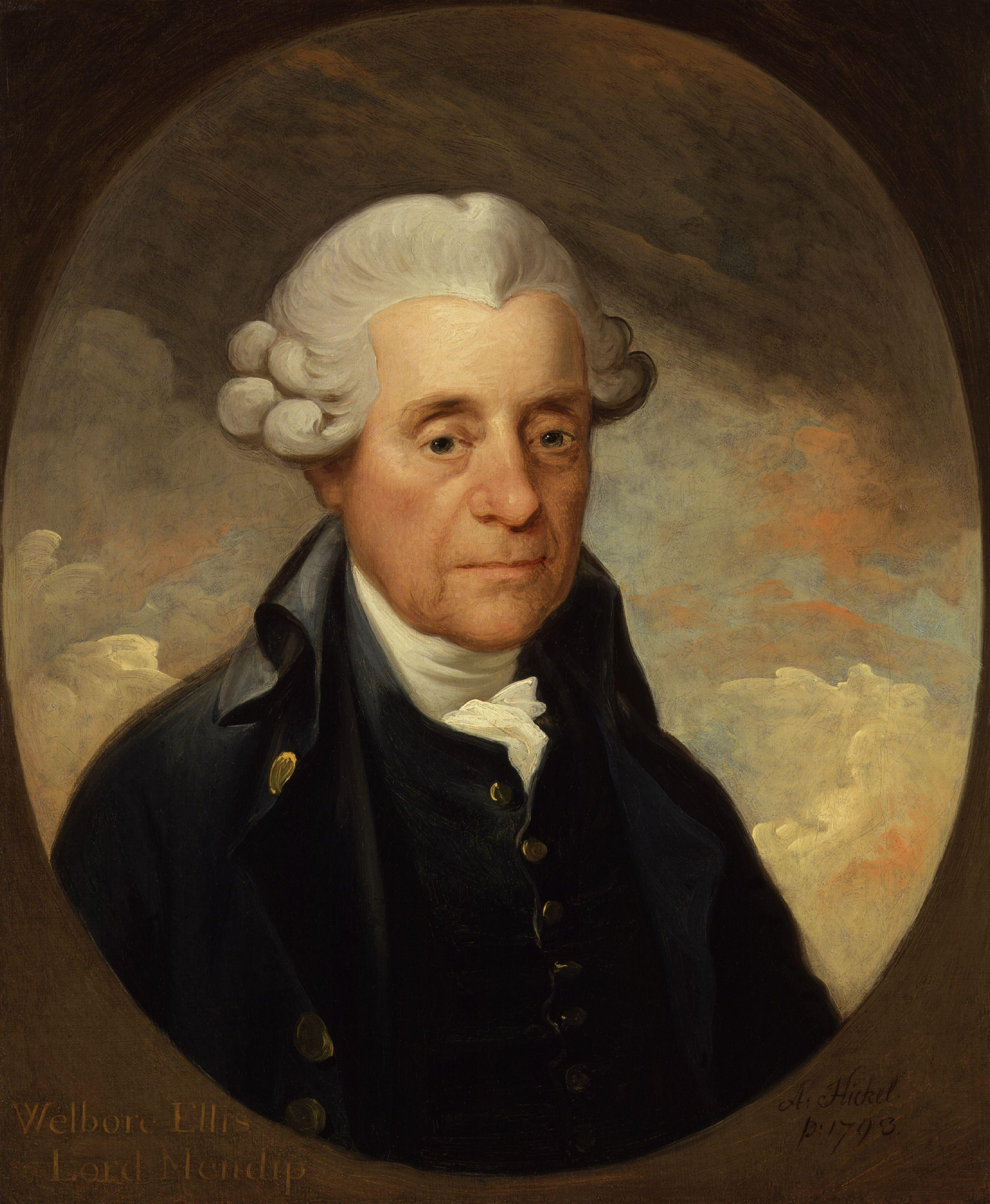
Уэлбор Эллис, 1-й барон Мендип (1713—1802)

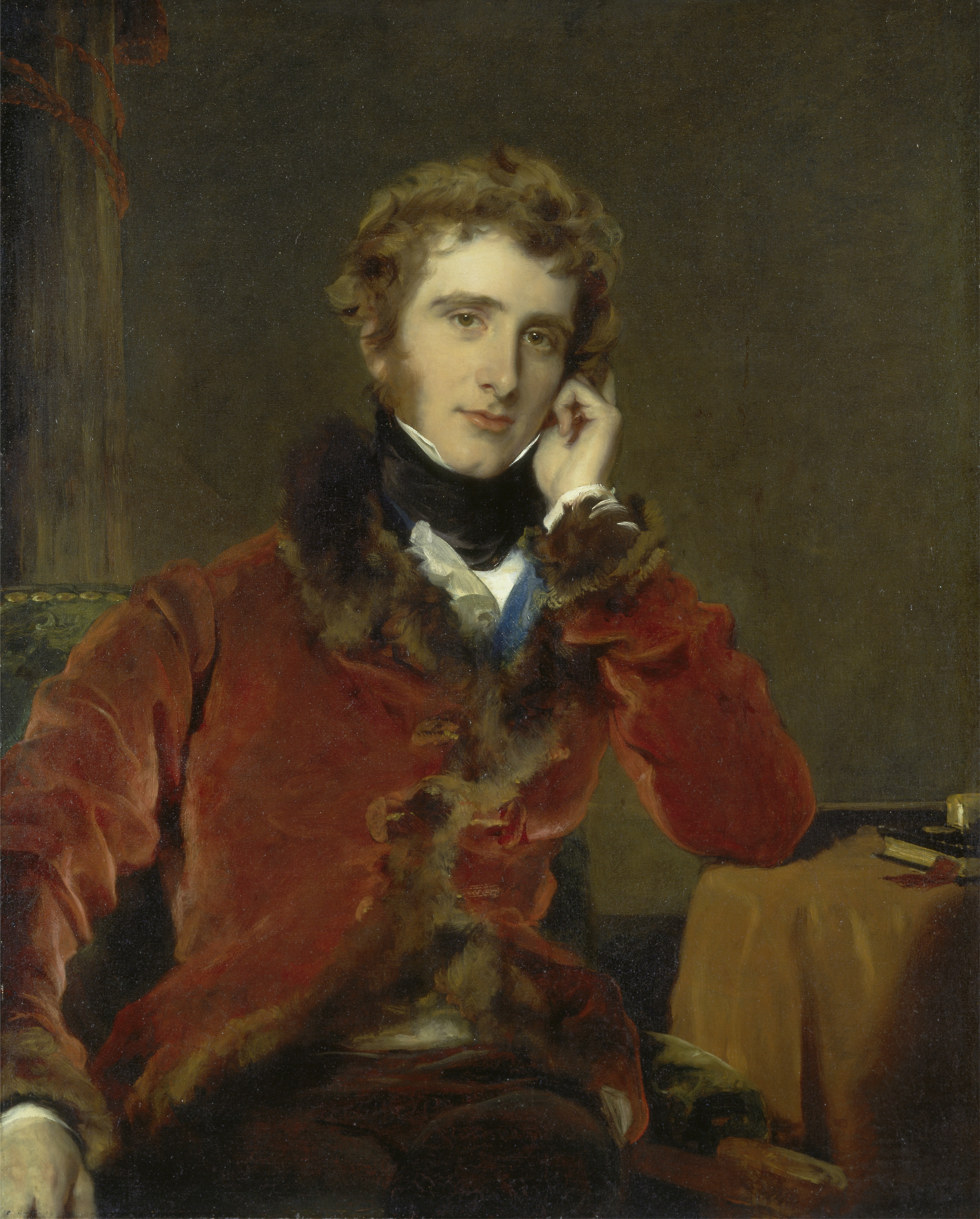
Джордж Агар-Эллис, 1-й барон Дувр (1797—1833)

Виконт Клифден из Гаурана в графстве Килкенни (Ирландия) — наследственный титул в системе Пэрства Ирландии. Он был создан 12 января 1781 году для Джеймса Агара, 1-го барона Клифдена (1734—1789). 27 июля 1776 года для него уже был создан титул барона Клифдена из Гаурана в графстве Килкенни (Пэрство Ирландии). Виконты Клифден также носили титул барона Мендипа в Пэрстве Великобритании с 1802 по 1974 год (этот титул сохранился до настоящего времени, его сейчас носят графы Нормантон), барона Дувра с 1836 по 1899 год, и барона Робартеса с 1899 по 1974 год. Два последних титула были Пэрством Соединённого королевства.

## Виконт Клифден
Джеймс Агар, 1-й виконт Клифден, был сыном Генри Агара (ум. 1746) из Гауран Касла и старшим братом Чарльза Агара, 1-го графа Нормантона (1736—1809). Его матерью была Энн Эллис, дочь Уэлбора Эллиса, епископа Мита (1651—1734), и сестрой политика Уэлбора Эллиса (1713—1802). В 1794 году для Уэлбора Эллиса был создан титул барона Мендипа в Пэрстве Великобритании с правом наследования для его трех племянников: лорда Клифдена, будущего лорда Нормантона и их третьего брата. Джеймс Агар ранее заседал в Ирландской Палате общин от Гаурана (1753—1761, 1768—1769, 1776—1777), графства Килкенни (1761—1776) и Томастауна (1768—1769). Преемником лорда Клифдена стал его сын, Генри Уэлбор Агар-Эллис, 2-й виконт Клифден (1761—1836). Он представлял в Ирландской Палате общин графство Килкенни (1783—1789) и Гауран (1783), а также заседал в Палате общин Великобритании от Хейтсбери (1793—1801, 1801—1802).
В 1802 году Генри Уэлбор Агар-Эллис, 2-й виконт Клифден, унаследовал титул 2-го барона Мендипа после смерти своего дяди, Уэлбора Эллиса, 1-го барона Меднипа (1713—1802). Титулы виконта Клифдена и барона Мендипа были едиными до смерти в 1974 году Артура Виктора Агара-Робертеса, 8-го виконта Клифдена и 8-го барона Мендипа (1887—1974).
Джордж Джеймс Уэлбор Агар-Эллис (1797—1833), единственный сын 2-го виконта Клифдена, в 1831 году получил титул барона Дувра, но скончался при жизни своего отца. В 1836 году 2-му лорду Клифдену наследовал его внук, Генри Агар-Эллис, 3-й виконт Клифден (1825—1866), старший сын Джорджа Агара-Эллиса, 1-го барона Дувра, который стал преемником своего отца в качестве 2-го барона Дувра в 1833 году. Его единственный сын, Генри Джордж Агар-Эллис, 4-й виконт Клифден (1863—1895), умер неженатым, ему наследовал его дядя, Леопольд Джордж Фредерик Агар-Эллис, 5-й виконт Клифден, 4-й барон Дувр (1829—1899). Либеральный политик, ранее он заседал в Палате общин от Килкенни (1857—1874).
В 1899 году после его смерти титул барона Дувра прервался, а титул виконта унаследовал его троюродный брат Томас Агар-Робартес, 2-й барон Робартес (1844—1930), который стал 6-м виконтом Клифденом. Он был сыном Томаса Джеймса Агара-Робартеса (1808—1882), который в 1869 году получил титул барона Робартеса, внуком достопочтенного Чарльза Багенала-Агара, младшего сына 1-го виконта Клифдена. 6-й виконт Клифден, либеральный политик, ранее заседал в Палате общин от Восточного Корнуолла (1880—1882) и служил в качестве лорда-лейтенанта Кембриджшира (1906—1915). Его старший сын, капитан достопочтенный Томас Агар-Робертес (1880—1915), депутат Палаты общин от Бодмина (1906) и Сент-Остелла (1908—1915, погиб во время Первой мировой войны.
Поэтому преемником лорда Клифдена стал его второй сын, Фрэнсис Джерард Агар-Робартес, 7-й виконт Клифден (1883—1966). Он был либеральным политиком, занимал должность лорда в ожидании (правительственного «кнута» в Палате лордов) в правительстве Уинстона Черчилля в 1940—1945 годах. После смерти его младшего брата, Артура Виктора Агара-Робартеса, 8-го виконта Клифдена (1887—1974), титулы виконта Клифдена и барона Робартеса угасли. А титул барона Мендипа унаследовал его пятиюродный племянник — Шон Джеймс Кристиан Уэлбор Эллис Агар, 6-й граф Нормантон (1945—2019), ставший 9-м бароном Мендипом. На май 2022 года 10-м бароном Мендипом является его сын Джеймс Шон Кристиан Уэлбор Эллис Агар (род. 1982), 7-й граф Нормантон.

## Барон Мендип
Титул барона Мендипа из Мендипа в графстве Сомерсет (Пэрство Великобритании) был создан 13 августа 1794 года для политика Уэлбора Эллиса (1713—1802), с правом наследования для трёх сыновей его сестры Энн Эллис, жены Генри Агара (два из них — Джеймс Агар, 1-й виконт Клифден, и Чарльз Агар, 1-й граф Нормантон). Уэлбор Эллис заседал в Палате общин от Криклейда (1741—1747), Уэймута и Мелкомб Реджиса (1747—1761, 1774—1790), Эйлсбери (1761—1768), Питерсфилда (1768—1774, 1791—1795), занимал должности министра по военным делам (1762—1765), казначея флота (1777—1782) и министра колоний (1782). Лорд Мендип скончался бездетным, ему наследовал его внучатый племянник, Генри Уэлбор Эллис, 2-й виконт Клифден (1761—1836), который стал 2-м бароном Мендипом.

## Барон Дувр
Титул барона Дувра из Дувра в графстве Кент в системе Пэрства Соединенного Королевства был создан 20 июня 1831 года для политика-вига, достопочтенного Джорджа Агара-Эллиса (1797—1833), единственного сына 2-го виконта Клифдена. Он заседал в Палате общин Великобритании от Хейтсбери (1818—1820), Сифорда (1820—1826), Лагершолла (1826—1830) и Окхэмптона (1830—1831), а также занимал пост первого комиссара лесов в правительстве лорда Грея (1830—1831). После смерти лорда Дувра в 1833 году титул перешёл к его старшему сыну, Генри Агару-Эллису, 2-му барону Дувру (1825—1866). В 1836 году он также стал преемником своего деда в качестве 3-го виконта Клифдена.

## Барон Робартес
Титул барона Робартеса из Ландрока и Труро в графстве Корнуолл в системе Пэрства Соединенного королевства был создан 13 декабря 1869 года для Томаса Агара-Робартеса (1808—1882), который ранее представлял Восточный Корнуолл в парламенте (1847—1868). Он был сыном достопочтенного Чарльза Багенала-Агара, младшего сына Джеймса Агара, 1-го виконта Клифдена. Его мать была Энн Мэри Хант, внучатая племянница и наследница Генри Робартеса, 3-го графа Рэднора (1695—1741). Сын лорда Робартеса, Томас Чарльз Агар-Робартес, 2-й барон Робартес (1844—1930), стал преемником своего троюродного брата в качестве 6-го виконта Клифдена в 1899 году.

## Виконты Клифден (1781)
- 1781—1788: Джеймс Агар, 1-й виконт Клифден[англ.] (25 марта 1735 — 1 января 1789), второй сын Генри Агара (ум. 1746)[1]
- 1789—1836: Генри Уэлбор Эллис, 2-й виконт Клифден[англ.] (22 января 1761 — 13 июля 1836), старший сын предыдущего[2]
  - Джордж Джеймс Уэлбор Агар-Эллис, 1-й барон Дувр[англ.] (17 января 1797 — 10 июля 1833), единственный сын предыдущего[3]
- 1836—1866: Генри Агар-Эллис, 3-й виконт Клифден[англ.] (25 февраля 1825 — 20 февраля 1866), старший сын предыдущего[4]
- 1866—1895: Генри Джордж Агар-Эллис, 4-й виконт Клифден (2 сентября 1863 — 28 марта 1895), единственный сын предыдущего[5]
- 1895—1899: Леопольд Джордж Фредерик Агар-Эллис, 5-й виконт Клифден[англ.] (13 мая 1829 — 10 сентября 1899), второй сын Джорджа Джеймса Уэлбора Агара-Эллиса, 1-го барона Дувра, дядя предыдущего[6]
- 1899—1930: Томас Чарльз Агар-Робартес, 6-й виконт Клифден[англ.] (1 января 1844 — 19 июля 1930), единственный сын Томаса Джеймса Агара-Робартеса, 1-го барона Робартеса[англ.] (1808—1882), внук достопочтенного Чарльза Багенала Агара, младшего сына 1-го виконта Клифдена[7]
  - Достопочтенный Томас Чарльз Реджинальд Агар-Робартес[англ.] (22 мая 1880 — 30 сентября 1915), старший сын предыдущего[8]
- 1930—1966: Фрэнсис Джерард Агар-Робартес, 7-й виконт Клифден[англ.] (14 апреля 1883 — 15 июля 1966), второй сын 6-го виконта Клифдена, младший брат предыдущего[9]
- 1966—1974: Артур Виктор Агар-Робартес, 8-й виконт Клифден (9 июня 1887 — 22 декабря 1974), третий сын 6-го виконта Клифдена, младший брат предыдущего[10].

## Бароны Мендип (1794)
- 1794—1802: Уэлбор Эллис, 1-й барон Мендип[англ.] (15 декабря 1713 — 2 февраля 1802), единственный сын его высокопреосвященства Уэлбора Эллиса (1651—1734), епископа Килдэра и Мита[11]
- 1802—1836: Генри Уэлбор Эллис, 2-й виконт Клифден и 2-й барон Мендип[англ.] (22 января 1761 — 13 июля 1836), старший сын Джеймса Агара, 1-го виконта Клифдена[2]
  - Джордж Джеймс Уэлбор Агар-Эллис, 1-й барон Дувр[англ.] (17 января 1797 — 19 июля 1833), единственный сын предыдущего[3]
- 1836—1866: Генри Агар-Эллис, 3-й виконт Клифден и 3-й барон Мендип[англ.] (25 февраля 1825 — 20 февраля 1866), старший сын предыдущего[4]
- 1866—1895: Генри Джордж Агар-Эллис, 4-й виконт Клифден и 4-й барон Мендип (2 сентября 1863 — 28 марта 1895), единственный сын предыдущего[5]
- 1895—1899: Леопольд Джордж Фредерик Агар-Эллис, 5-й виконт Клифден и 5-й барон Мендип[англ.] (13 мая 1829 — 10 сентября 1899), второй сын Джорджа Джеймса Уэлбора Агара-Эллиса, 1-го барона Дувра, дядя предыдущего[6]
- 1899—1930: Томас Чарльз Агар-Робартес, 6-й виконт Клифден и 6-й барон Мендип[англ.] (1 января 1844 — 19 июля 1930), троюродный брат предыдущего[7]
  - Достопочтенный Томас Чарльз Реджинальд Агар-Робартес[англ.] (22 мая 1880 — 30 сентября 1915), старший сын предыдущего[8]
- 1930—1966: Фрэнсис Джерард Агар-Робартес, 7-й виконт Клифден и 7-й барон Мендип[англ.] (14 апреля 1883 — 15 июля 1966), второй сын 6-го барона Клифдена, младший брат предыдущего[9]
- 1966—1974: Артур Виктор Агар-Робартес, 8-й виконт Клифден и 8-й барон Мендип (9 июня 1887 — 22 декабря 1974), третий сын 6-го виконта Клифдена, младший брат предыдущего[10]
- 1974—2019: Шон Джеймс Кристиан Уэлбор Эллис Агар, 6-й граф Нормантон и 9-й барон Мендип (21 августа 1945 — 13 февраля 2019), старший сын Эдварда Джона Сидни Кристиана Уэлбора Эллиса Агара, 5-го графа Нормантона (1910—1967); пятиюродный племянник предыдущего[12]
- 2019 — н. в.: Джеймс Шон Кристиан Уэлбор Эллис Агар, 7-й граф Нормантон и 10-й барон Мендип (род. 7 сентября 1982), старший сын предыдущего[13]
  - наследник титула: Артур Александер Кристиан Уэлбор Эллис Агар, виконт Сомертон (род. 14 февраля 2016), старший сын предыдущего[14].

## Бароны Дувр (1831)
- 1831—1833: Джордж Джеймс Уэлбор Агар-Эллис, 1-й барон Дувр[англ.] (17 января 1797 — 10 июля 1833), единственный сын Генри Уэлбора Эллиса, 2-го виконта Клифдена[3]
- 1833—1866: Генри Агар-Эллис, 3-й виконт Клифден и 2-й барон Дувр[англ.] (25 февраля 1825 — 20 февраля 1866), старший сын предыдущего[4]
- 1866—1895: Генри Джордж Агар-Эллис, 4-й виконт Клифден и 3-й барон Дувр (2 сентября 1863 — 28 марта 1895), единственный сын предыдущего[5]
- 1895—1899: Леопольд Джордж Фредерик Агар-Эллис, 5-й виконт Клифден и 4-й барон Дувр[англ.] (13 мая 1829 — 10 сентября 1899), второй сын Джорджа Джеймса Уэлбора Агара-Эллиса, 1-го барона Дувра, дядя предыдущего[6].

## Бароны Робартес (1869)
- 1869—1882: Томас Джеймс Агар-Робартес, 1-й барон Робартес[англ.] (18 марта 1808 — 9 марта 1882), единственный сын достопочтенного Чарльза Багенала Агара, младшего сына 1-го виконта Клифдена[15]
- 1882—1930: Томас Чарльз Агар-Робартес, 6-й виконт Клифден и 2-й барон Робартес[англ.] (1 января 1844 — 19 июля 1930), единственный сын предыдущего[7]
  - Достопочтенный Томас Чарльз Реджинальд Агар-Робартес[англ.] (22 мая 1880 — 30 сентября 1915), старший сын предыдущего[8]
- 1930—1966: Фрэнсис Джерард Агар-Робартес, 7-й виконт Клифден и 3-й барон Робартес[англ.] (14 апреля 1883 — 15 июля 1966), второй сын 6-го виконта Клифдена, младший брат предыдущего[9]
- 1966—1974: Артур Виктор Агар-Робартес, 8-й виконт Клифден и 4-й барон Робартес (9 июня 1887 — 22 декабря 1974), третий сын 6-го виконта Клифдена, младший брат предыдущего[10].